# Placówka Straży Granicznej I linii „Skaliste”

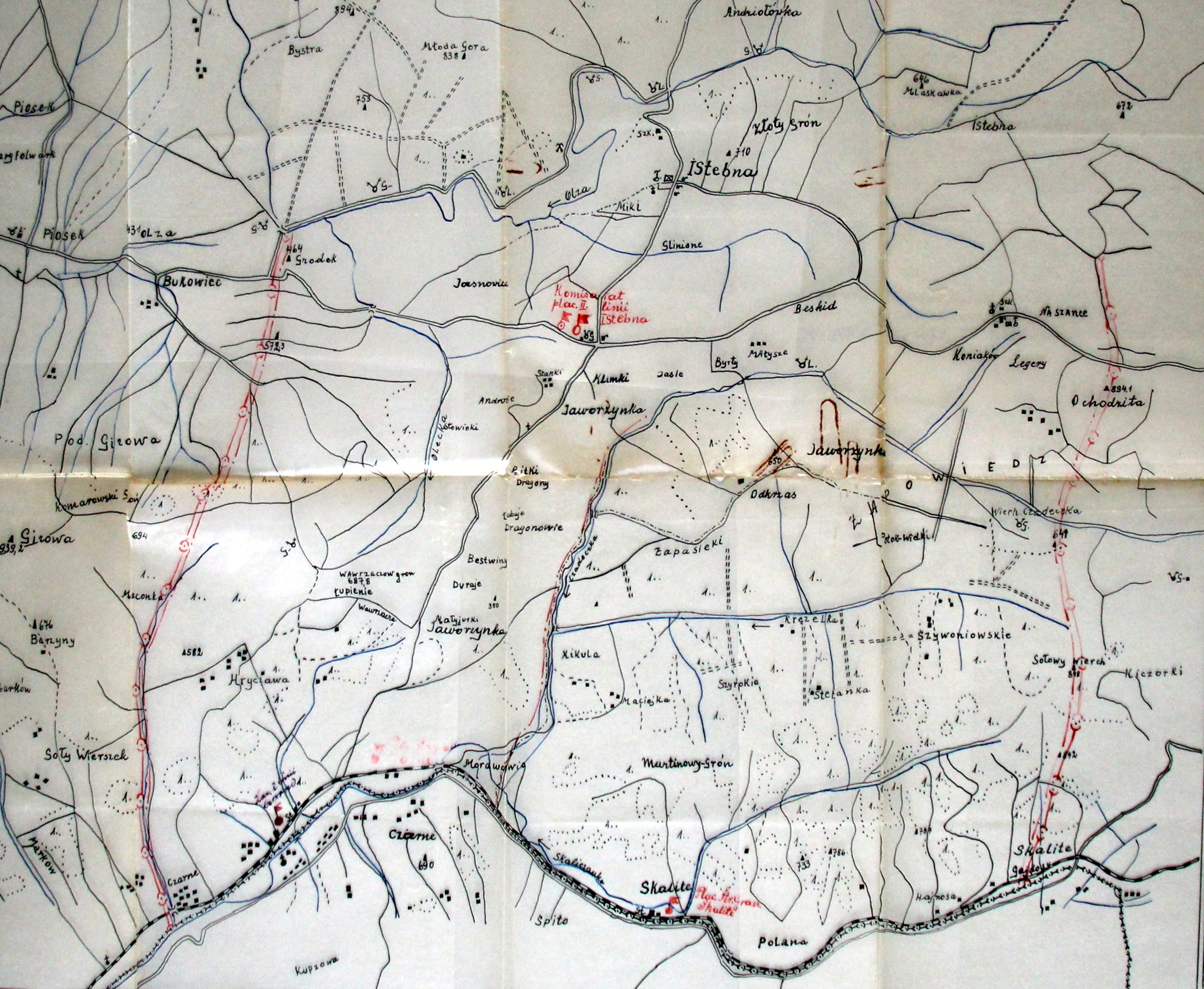
Szkic komisariatu SG „Istebna”

Placówka Straży Granicznej I linii „Skaliste” – jednostka organizacyjna Straży Granicznej pełniąca służbę ochronną na granicy polsko-czechosłowackiej w okresie międzywojennym.

## Formowanie i zmiany organizacyjne
Rozporządzeniem Prezydenta Rzeczypospolitej Polskiej Ignacego Mościckiego z 22 marca 1928 roku, do ochrony północnej, zachodniej i południowej granicy państwa, a w szczególności do ich ochrony celnej, powoływano z dniem 2 kwietnia 1928 roku  Straż Graniczną.
Rozkazem nr 4 z 30 kwietnia 1928 roku w sprawie organizacji Śląskiego Inspektoratu Okręgowego dowódca Straży Granicznej gen. bryg. Stefan Pasławski określił strukturę organizacyjną komisariatu SG „Istebna”. 
Rozkaz nr 10 z 5 listopada 1929 roku w sprawie reorganizacji Śląskiego Inspektoratu Okręgowego komendant Straży Granicznej płk. Jana Jura-Gorzechowskiego  wymienia nazwę komisariatu „Jasnowice”. 
Placówka Straży Granicznej I linii „Krążelka” znalazła się w jego strukturze.
Rozkazem nr 3 z 23 czerwca 1934 roku w sprawach [...] tworzenia i zniesienia posterunków informacyjnych', komendant Straży Granicznej płk Jan Jur-Gorzechowski przeniósł siedzibę komisariatu z Jasnowic do Istebnej. Placówka SG I linii „Krążelka” pozostała w jego strukturze.
Rozkazem nr 3 z 31 grudnia 1938 roku w sprawach reorganizacji jednostek na terenach Śląskiego, Zachodniomałopolskiego i Wschodniomałopolskiego okręgów Straży Granicznej, a także utworzenia nowych komisariatów i placówek, komendant Straży Granicznej płk Jan Gorzechowski, działając na podstawie upoważnienia Ministra Skarbu z 14 października 1938 roku, przydzielił komisariat do Obwodu „Żywiec” i przeniósł placówkę I linii „Krążelka”  do m. Skaliste.

## Służba graniczna
Sąsiednie placówki:
- placówka Straży Granicznej I linii „Bestwina” ⇔ placówka Straży Granicznej I linii „Zwardoń” − 1928[2]